# Megacepon goetici
Megacepon goetici är en kräftdjursart som först beskrevs av Sueo M. Shiino 1934.  Megacepon goetici ingår i släktet Megacepon och familjen Bopyridae. Inga underarter finns listade i Catalogue of Life.